# امیوز
امیوز (انگلیسی: Amuse Inc.) شرکت سرگرمی ژاپنی است، که در سال ۱۹۷۸ تأسیس شد.